# Roberto Moll
Roberto Moll Cárdenas născut în Lima, Peru este un actor peruan, cel mai bine cunoscut pentru munca sa din telenovele. S-a născut pe data de 19 iulie 1948 în Lima, Peru. 
Moll a jucat roluri în multe telenovele, dar în 1985 a primit un rol mai mare în telenovela Cristal. Mai târziu, el a jucat în alte telenovele, cum ar fi Abigail, Carmín, Kassandra, El Desafío și Reina de Corazones. 
În 2003, Moll a jucat cu Astrid Carolina Herrera în telenovela La Mujer de Judas, iar în 2005 cu Mario Cimarro în El Cuerpo del Deseo. În 2010, el a jucat cu Mauricio Ochman și Sandra Echeverria în El Clon, unde îi portretizează pe doctorul Augusto Albieri, specialist în genetică care a creat o clonă a eroului principal. 

## Viața personală
În 1984 s-a căsătorit cu actrița venezueleană Carmen Padrón și au avut un copil, o fiică, înainte de divorț în 2000. 